# Iancu Sasul
Iancu Sasul (français: Iancou le Saxon) (exécuté le 8 octobre 1582) fut prince de Moldavie de 1579 à 1582. En principauté de Moldavie la monarchie était élective, comme en Pologne, Transylvanie et Valachie voisines, et le prince (voïvode, hospodar ou domnitor selon les époques et les sources) était élu par (et le plus souvent parmi) les boyards : pour être nommé, régner et se maintenir, il s'appuyait fréquemment sur les puissances voisines, habsbourgeoise, polonaise, russe ou ottomane.

## Origine
Il est fils illégitime de Pierre IV Rareș et d'une bourgeoise saxonne de la ville de Brașov, nommée Katherine, qui était l'épouse de Iorg Weiss. 

## Un prince éphémère
Il renverse Pierre V le Boîteux le 26 juin 1579. Pour ce faire, il bénéficie de l'appui de la « Sublime Porte », de sa demi-sœur Chiajna, fille de Petru Rareș, mais après son élection, il doit fortement augmenter les taxes et impôts pour rembourser les sommes investies pour être élu par les boyards et agréé par le Sultan.
En 1581 il doit faire face à un prétendant d'origine inconnue que la Chronique de Moldavie de Grigore Ureche nomme Ioan Lungul (français:  Jean le Long). Iancu Sasul est démis par les Ottomans dès le 28 août 1582 au profit de Pierre V le Boîteux qui reprend le trône au prix d'une augmentation de 10 000 ducats du tribut dû aux Ottomans (soit 45 000 ducats en tout) et de l'engagement à payer les dettes de son prédécesseur.
Iancu Sasul se réfugie en Transylvanie puis en Pologne où il est exécuté à la demande de la Sublime Porte en septembre 1582 à Lwow.

## Union et postérité
Il avait épousé à Constantinople une Grecque phanariote nommée Marie Paléologue dont il eut deux enfants :
- Ioan Bogdan Sașul. Soutenu par les cosaques, il prétend au trône de Petru Șchiopul en 1587. Présent à Venise en 1593, l'année suivante il est à Constantinople où il se pose en prétendant. En 1599 il envisage d'épouser une fille de Youssouf Beg, nièce du grand eunuque Omer Aga. En 1607 il aspire encore au trône de Moldavie puis l'on perd sa trace.
- Chrysotina, mariée à Antonios Katalos.

## Note
1. ↑  Le fait que jusqu'en 1859 les principautés de Moldavie et de Valachie se soient reconnues vassale de la « Sublime Porte » ottomane ne signifie pas, comme le montrent par erreur beaucoup de cartes historiques, qu'elles soient devenues des provinces turques et des pays musulmans. Seuls certains territoires moldaves et valaques sont devenus ottomans : en 1422 la Dobrogée au sud des bouches du Danube, en 1484 la Bessarabie alors dénommée Boudjak, au nord des bouches du Danube (ce nom ne désignait alors que les rives du Danube et de la mer Noire), en 1538 les rayas de Brăila alors dénommée Ibrahil et de Tighina alors dénommée Bender, et en 1713 la raya de Hotin. Le reste des principautés de Valachie et Moldavie (y compris la Moldavie entre Dniestr et Prut qui sera appelée Bessarabie en 1812, lors de l'annexion russe) ont conservé leurs propres lois, leur religion orthodoxe, leurs boyards, princes, ministres, armées et autonomie politique (au point de se dresser plus d'une fois contre le Sultan ottoman). Les erreurs cartographiques et historiques sont dues à l'ignorance ou à des simplifications réductrices. Voir Gilles Veinstein et Mihnea Berindei : L'Empire ottoman et les pays roumains, EHESS, Paris, 1987.